# Prva španjolska republika
Španjolska prva republika naziv je za politički režim i razdoblje u povijesti Španjolske koje je započelo abdikacijom kralja Amadeja I. i proglašenjem republike 11. veljače 1873. od strane parlamenta, do 29. prosinca 1874., kada je general Martínez Campos proglasio Alfonsa XII., sina Izabele II., kraljem Španjolske i time vratio Burbonce na španjolsko prijestolje.
Republika se održala 23 mjeseca i u tom razdoblju promijenila su se pet predsjednika: Estanislao Figueras, Francisco Pi y Margall, Nicolás Salmerón, Emilio Castelar i Francisco Serrano.